# Movimiento Regeneración Nacional
Movimiento Regeneración Nacional, förkortat Morena, är ett mexikanskt vänsterparti som grundades av Mexikos tidigare president Andrés Manuel López Obrador 2014.
I valen 2018 vann partiet en majoritet i både senaten och deputeradekammaren, och López Obrador valdes till president i en jordskredsseger.
I presidentvalet 2024 vann deras kandidat Claudia Sheinbaum och blev den första kvinnan på posten som Mexikos president. Sheinbaum tillträdde som president och efterträdde på posten sin partikamrat Obrador 1 oktober 2024.